# 杜姆亞特省
杜姆亞特省（阿拉伯语：محافظة دمياط），或称达米埃塔省，是埃及二十九省之一，位于埃及北部，首府为杜姆亞特。北臨地中海，尼羅河於本省注入前者。面积589平方公里，人口1,092,316人（2006年统计）。